# Castrum Vetus (Fara Novarese)
Il Castrum Vetus, conosciuto anche come Castellone, è un antico castello collocato sulla collina di Fara Novarese.

## Storia

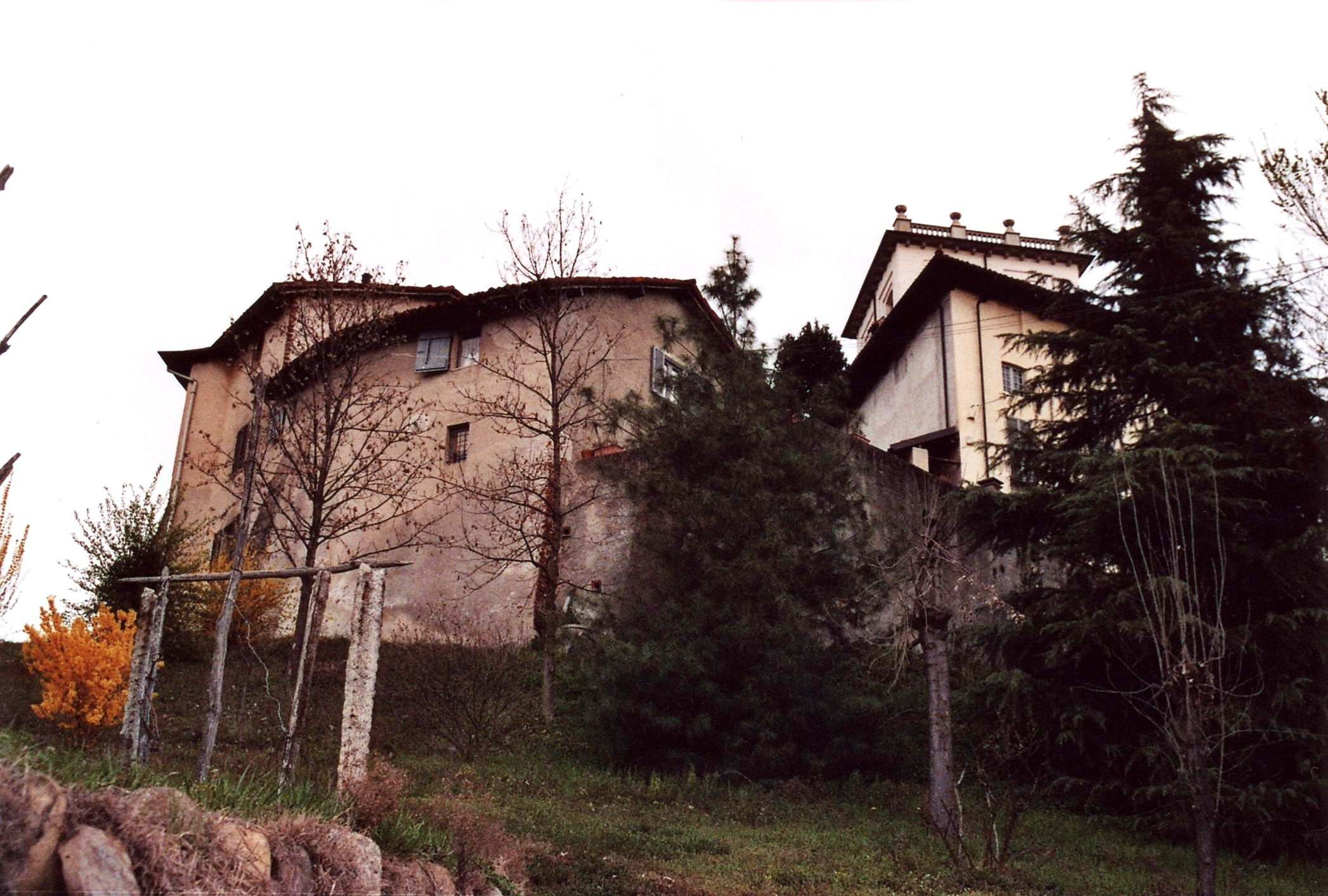
Il castello, allo stato attuale, visto dal paese.

Il castello è menzionato per la prima volta nel 1156, tra i castelli confermati da Federico Barbarossa al conte di Biandrate, insieme ad altri castelli che precedentemente erano stati occupati dai Milanesi capeggiati dal Cazzaguerra.
Nel 1251 è nuovamente nominato in documenti di Biandrate, come ceduto dalla popolazione di Fara al conte Umberto.
Il castello rimase coinvolto nelle lotte tra le fazioni guelfa e ghibellina di Novara, quest'ultima detta anche "dei Rotondi" o "dei Tornielli". I guelfi, che si erano asserragliati nella campagna circostante Novara, occupando anche il castello, chiamati malefactores negli statuti novaresi, vennero cacciati dai Rotondi nel 1275.
Nel 1328 il castello venne ristrutturato da Calcino Tornielli di Novara, che vi aggiunse anche una torre.
Nel 1356, assieme ad altri castelli della zona, fu saccheggiato ed incendiato dal comandante di Galeazzo II Visconti, Bertolotto Confalonieri, durante le vicende belliche contro il marchese di Monferrato Giovanni II. Un documento del 1366 attesta che il castello era ancora in possesso dei  conti di Biandrate.
Nel 1450, dopo l'insediamento di Francesco Sforza come duca di Milano, in una relazione sul territorio di Fara per la prima volta vengono nominati due castelli: il Castrum Vetus e il Castrum Novum.
Nel XVII secolo il castello era caduto in rovina.
Il castello è di proprietà privata ed è attualmente in fase di restauro.

## Struttura

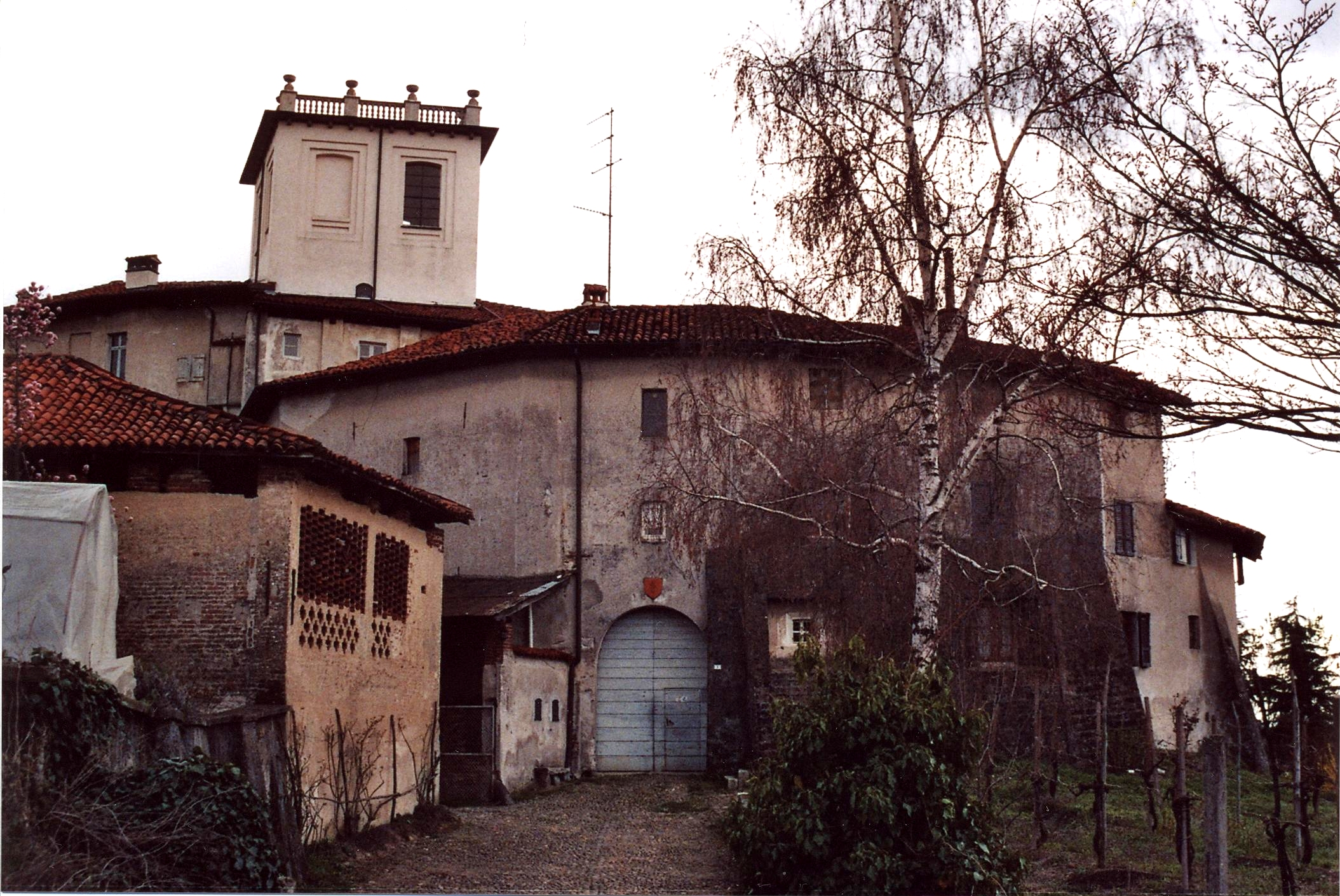
L'ingresso.

Una foto dei primi del Novecento mostra l'aspetto del castello prima delle ristrutturazioni. Si trattava di un complesso sviluppatosi intorno ad un mastio quadrato, con muratura a spina di pesce. All'interno della torre è presente un affresco raffigurante una Madonna con Bambino in trono, databile al primo Rinascimento.
In portale d'ingresso, orientato verso nord, era sormontato da una torretta di guardia, demolita nel Novecento perché pericolante.
I lavori di ristrutturazione hanno distrutto anche parte del muro di cinta che proteggeva ad anello l'intero complesso.